# Simon Paulli
Simon Paulli (født 6. april 1603 i Rostock, død 23. april 1680 i København) var en tysk læge, anatom og botaniker i tjeneste hos de danske konger Christian 4. og Frederik 3.
Han var søn af Rostocker-professoren
Heinrich Paulli, der kaldtes til Nykøbing på Falster
som livlæge for enkedronning Sofie, og kom
derved som barn til Danmark. Efter faderens
død 1610 studerede han i Rostock og gjorde
lange rejser til Holland og Frankrig. Han tog
doktorgraden i Wittenberg 1630, praktiserede
nogle år i Lübeck og overtog så et
professorat i Rostock. Da Rostocker-professoren Jakob
Fabricius var blevet livlæge bos Christian IV,
lykkedes det Paulli 1639 at få et professorat i
botanik, anatomi og kirurgi ved Københavns Universitet.
Han virkede meget til anatomiens fremme, fik
Domus anatomica oprettet 1644, og da Thomas Bartholin 1649
overtog professoratet i anatomi,
fik han et kanonikat som provst og blev kort
efter udnævnt til hofmedicus. Han
interesserede sig levende for botanik, offentliggjorde
1648 den første Flora Danica, (Flora Danica Det er: Dansk Urtebog) og efterlod sig et
stort og værdifuldt herbarium. Om hans skrifter
se Ingerslev, »Den danske Lægestand« I.
Paullis store interesse for botanikken bragte ham
til såvel under hans ophold i Rostock som
efter 1639, da han blev professor i anatomi,
botanik og kirurgi ved Københavns Universitet, at udgive flere
botaniske skrifter; heraf kan nævnes: Flora Danica Det er: Dansk Urtebog (1648) og
Quadripartitum botanicum de simplicium medicamentorum facultatibus (1639—40),
hvoraf det førstnævnte er udgivet på befaling af Christian IV og er det
første danske, botaniske skrift af nogen betydning.
Linné opkaldte slægten Paullinia efter ham. Avisudgiveren Daniel Paulli (1640-84) var en søn.
Paulli blev hof-medicus i 1650, og siden livmedicus hos Frederik III og Christian V. Han udarbejdede forslag til en medicinalordning i 1669 og udgav i øvrigt flere medicinske og botaniske værker.
Litteratur anvendt af forfatterne til Salmonsens opslag
J. Bagger: Historia vitæ et mortis Sim. Paulli, Frankfurt a. M. 1708

## Værker
- Quadripartitum Botanicum, de Simplicium Medicamentorum Facultatibus Rostock 1639, udvidet nyudgave Straßburg: Paulli 1667-1668.
- Flora Danica det er: Dansk Urtebog: Udi huilcken, efter hans Kongl: Mayst... Christiani IV... skriftlig Befalning til Facultatem Medicam, udi det Kongelig Universiteet Kiøbenhafn, icke alleeniste Urternis Historiske Beskrifvelse, Krafters oc Virkninger, med zijrligste Figurer andragis: Men endocsaa Lægedomme til alle Siugdomme gafulige, korteligen oc klarligen antegnis: Saa at den er baade en Urtebog oc Lægebog / med største Flijd oc Umage elaborerit af Simone Paulli 1648
- De Abusu Tabaci Americanorum Veteri, Et Herbæ Thee Asiaticorum in Europa Novo. Straßburg: Paulli 1665
- Anatomisch- und Medicinisches Bedencken über ein Königliches Reit-Pferd so Anatomischer Kunst nach zerlegt worden, den 11. Christ-Monats 1671: welchem hinbeigefügt desselben wolmeinender Raht wie man [negst Göttlicher Gnade, vermittelst der Anatomey] den Menschen vom Schlage und denen nachbleibenden Verlähmnissen, weit besser, als unsre Vorfahren curiren könne. 1672. Oversat til dansk af Sigurd Andersen som Betænkning over en Kongelig Ridehest, Dansk veterinærhistorisk årbog, 30. årgang, 1983.